# شاکی خرونن
شاکی نوول خرونن (به هلندی: Jackie Noelle Groenen) (زادهٔ ۱۷ دسامبر ۱۹۹۴ میلادی) یک بازیکن زن فوتبال اهل کشور هلند است. وی پیشتر بازیکن جودو بود. او همکنون بازیکن تیم ملی فوتبال زنان هلند و باشگاه فوتبال زنان منچستر یونایتد است که در سوپرلیگ فوتبال زنان انگلیس بازی می‌کند. او پیشتر در باشگاه‌های اسن-شونبک و دویسبورگ و اف‌اف‌سی فرانکفورت بازی می‌کرد. وی همین‌طور در باشگاه چلسی و در سوپر لیگ فوتبال زنان انگلیس خرونن در هلند متولد شده‌است اما بزرگ شده در کشور بلژیک و در روستای مرزی پاپل بزرگ شده‌است. پس از بازی در ردهٔ جوانان هلند او تابعیت کشور بلژیک را گرفت اما قوانین فیفا این اجازه را به او نداد تا برای تیم ملی جدیدش بازی کند بنابراین تابعیت خود را مجدداً به هلندی تغییر داد.